# يوناس مارتس
يوناس مارتس (بالألمانية: Jonas Marz)‏ هو لاعب كرة قدم ألماني في مركز الوسط، ولد في 13 مايو 1989 في شباير في ألمانيا. شارك مع منتخب ألمانيا تحت 18 سنة لكرة القدم. أما مع النوادي، فقد لعب مع نادي آلن ونادي كايزرسلاوترن ونادي هسن كاسل.

## وصلات خارجية
- يوناس مارتس على موقع قاعدة بيانات كرة القدم.إي يو (الإنجليزية)
- يوناس مارتس على موقع بيانات كرة القدم. دي إي (الألمانية)
- يوناس مارتس على موقع عالم كرة القدم.نت (الإنجليزية)